# The Children's Hour
The Children's Hour (en España, La calumnia; en Perú, La mentira infame) es una película estadounidense de 1961 del género de drama psicológico con guion de John Michael Hayes basado en la obra de teatro homónima, escrita por Lillian Hellman y estrenada en 1934. 
La película fue dirigida por William Wyler, y contó con la actuación de Audrey Hepburn, Shirley MacLaine y James Garner.
Para recibir la aprobación dependiente del Código Hays, el director suprimió abundante material que hacía referencia implícita y explícita al lesbianismo de uno de los personajes.
En 1936, Wyler había dirigido Esos tres, otra adaptación cinematográfica de la misma obra teatral.

## Argumento
Karen y Martha son dos buenas amigas y socias que dirigen una exclusiva escuela privada para niñas: la Escuela Dobie-Wright.
Karen está prometida con el doctor Joe Cardin, con quien pretende casarse pronto, aunque Martha, quien no quiere estar sola al frente de la escuela, insiste para que se retrase la boda.
Una alumna rencorosa y vengativa, despechada por un castigo que ha recibido, oye por casualidad un comentario y lo utiliza, distorsionándolo ante su abuela, para acusar a ambas profesoras de ser amantes. El escandaloso rumor se extiende rápidamente entre los padres y los tutores, y tras veinticuatro horas la escuela se queda sin alumnas. 
Pronto, Karen y Martha se enterarán del contenido de la calumnia lanzada contra ellas. Para cuando se descubra la verdad las profesoras habrán cerrado la escuela, habrán perdido un juicio por difamación y el proyecto de matrimonio habrá fracasado. 
Finalmente, una de las profesoras se suicidará tras confesar que, si bien las afirmaciones de la alumna eran falsas, en realidad ella escondía secretamente sentimientos homosexuales por su compañera.

## Reparto
- Shirley MacLaine: la profesora Martha Dobie.
- Audrey Hepburn: la profesora Karen Wright.
- James Garner: el doctor Joe Cardin, médico obstetra que es el prometido de Karen.
- Miriam Hopkins: Lily Mortar, tía de Martha que vive con las dos profesoras y da clases de elocución.
- Karen Balkin: Mary Tilford, la niña que hace correr el rumor.
- Fay Bainter: Amelia Tilford, abuela de Mary y pariente de Joe.
- Veronica Cartwright: la niña Rosalie Wells.
- Sally Brophy: la madre de Rosalie.
- Mimi Gibson: Evelyn.
- William Mims: el señor Burton.
- Hope Summers: Agatha.